# Унструт
Унструт (на немски: Unstrut, [ˈʊnʃtruːt]) е 192 км дълга река в Тюрингия в Саксония-Анхалт, Германия.
Тя извира западно от Кеферхаузен при Дингелщет в южен Айхсфелд в Северна Тюрингия. Влива се в при Гросйена при Наумбург в Заале, която се влива в Елба, а тя в Северно море.
Името на реката произлиза от германската дума strödu, което означава блатисто. През 575 г. реката се нарича Онеструдис, през 7 век Унеструде, 994 г. Внструод. Реката е корабоплавателна от 1612 г. От 1791 г. строят канализация от 71 км. На 8 април 1795 г. се разрешава корабоплаваето по Унструт.
На долното течение на Унструт се намира лозарската територия Заале-Унструт (днес около 640 ха), която е открита за туризма през 1993 г. Weinstraße Saale-Unstrut или 13. Deutsche Weinstraße. За виното от този район се споменава през 998 г. в документ на Ото III.
През 531 г. според Григорий Турски на Унструт франките нанасят голямо поражение на тюрингската войска на крал Херминафрид и го свалят от престола и Тюрингското кралство е завладяно от Франкската империя.
На 15 март 933 г. в Битката при Риаде при река Унструт крал Хайнрих I Птицелов побеждава маджарите (унгарци).
От 19 до 21 октомври 1813 г. победената френска войска с император Наполеон Бонапарт пресича река Унструт след Битката на народите при Лайпциг и се стига отново до кървава битка. Руснаците и прусаците пресичат реката едва на 22 октомври.